# Champ volcanique monogénique

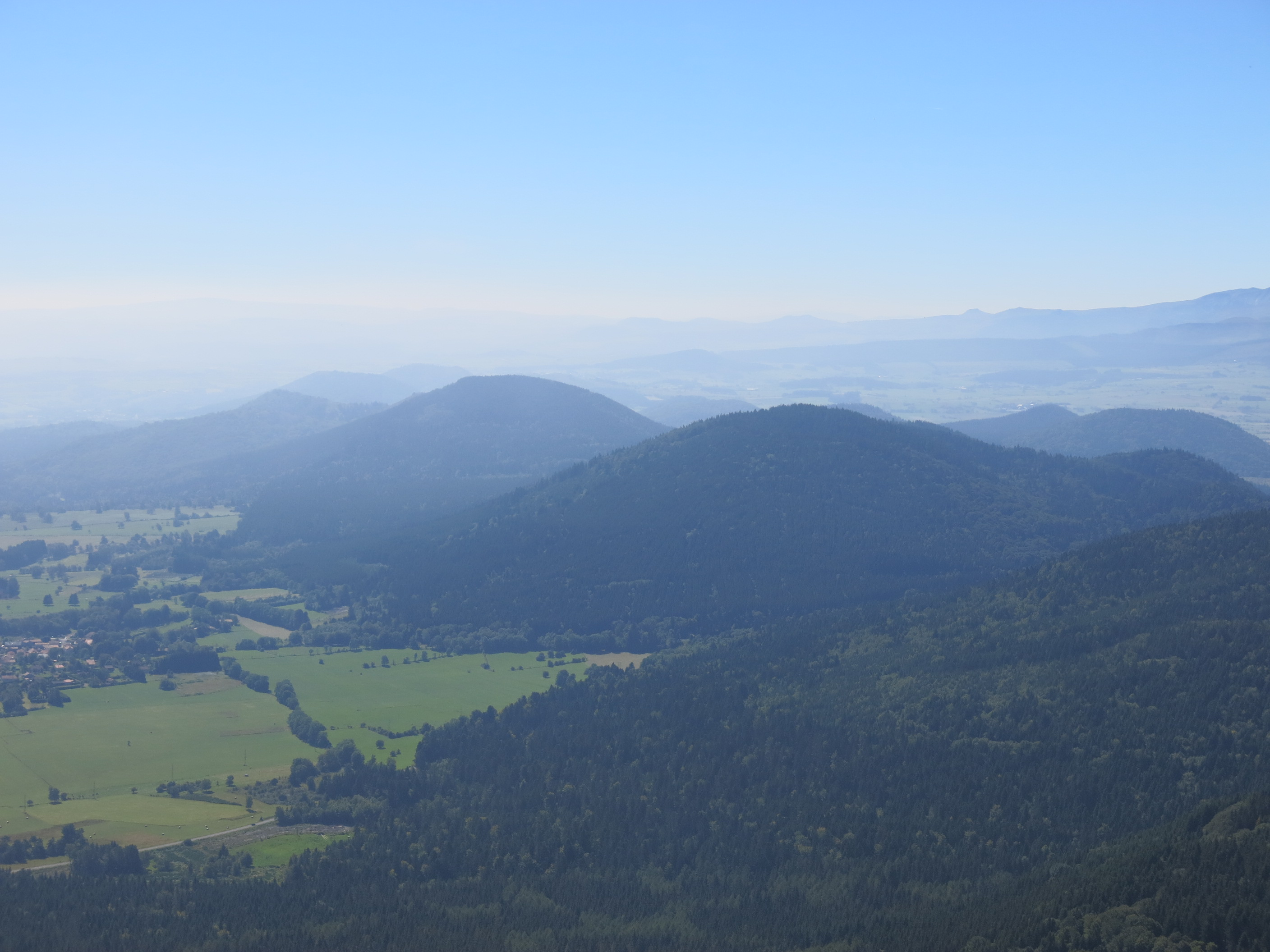
La chaîne des Puys est un champ volcanique monogénique.

Un champ volcanique monogénique est un ensemble de volcans monogéniques, apparus épisodiquement au cours d'une même période géologique. 
Les champs volcaniques monogéniques résultent probablement de la formation régulière ou épisodique de magma dans une même région, mais qui se rassemble en réservoirs de relativement faible volume. 

## Exemples
- Chaîne des Puys (France)
- Champ volcanique d'Auckland, en Nouvelle-Zélande
- Nord de la ligne du Cameroun
- Champ volcanique de Michoacán–Guanajuato (en) (Mexique central)